# Mark-Markos Kehva
Mark-Markos Kehva (* 12. April 2004 in Tallinn) ist ein estnischer Biathlet, der seit 2024 im Weltcup startet.

## Sportliche Laufbahn
Mark-Markos Kehva nahm von 2021 bis Anfang 2024 ausschließlich an Wettkämpfen auf Juniorenebene teil. Sein internationales Debüt gab er Ende Februar 2021 bei den Jugendweltmeisterschaften und wurde 40. im Einzel sowie 64. des Sprints. Im darauffolgenden Winter lief er im Junior-Cup und nahm erneut an der Jugend-WM teil, bei welcher er an der Seite von Jakob Kulbin und Mehis Udam eine Medaille als Viertplatzierter der Staffel nur knapp verpasste. Im Winter 2022/23 bestritt der Este nur wenige Wettkämpfe, erzielte aber in Haanja mit Rang zehn sein bestes Ergebnis im Juniorcup. Zudem belegte er bei den Jugendweltmeisterschaften in Schtschutschinsk durchaus überraschend Rang sechs im Sprint. Im Januar 2024 gab Kehva in Ridnaun sein Debüt im IBU-Cup und erreichte die Ränge 53 und 59, bei den Europameisterschaften kamen eher unterdurchschnittliche Ergebnisse zustande. Zu Beginn der Saison 2024/25 gab er nach überzeugenden Ergebnissen bei den Qualifikationsrennen sein Weltcupdebüt und belegte in Kontiolahti mit Rang 76 im Kurzeinzel seine bisher bestes Platzierung. In Hochfilzen lief er in der Woche darauf gemeinsam mit Rene Zahkna, Jakob Kulbin und Mehis Udam auf Rang zehn und damit zum besten Herrenstaffelergebnis Estlands seit Januar 2016. Nach dem Jahreswechsel wurde er wieder in den IBU-Cup versetzt und erzielte mit den Plätzen 19 und 23 in Otepää seine bisher stärksten Resultate auf der zweiten Wettkampfebene.

## Persönliches
Kehva lebt in Tallinn.

## Statistiken

### Weltcupplatzierungen
Die Tabelle zeigt alle Platzierungen (je nach Austragungsjahr einschließlich Olympische Spiele und Weltmeisterschaften).
- 1.–3. Platz: Anzahl der Podiumsplatzierungen
- Top 10: Anzahl der Platzierungen unter den ersten zehn (einschließlich Podium)
- Punkteränge: Anzahl der Platzierungen innerhalb der Punkteränge (einschließlich Podium und Top 10)
- Starts: Anzahl gelaufener Rennen in der jeweiligen Disziplin
- Staffel: inklusive Mixed- und Single-Mixed-Staffeln

| Platzierung               | Einzel | Sprint | Verfolgung | Massenstart | Staffel | Gesamt |
| ------------------------- | ------ | ------ | ---------- | ----------- | ------- | ------ |
| 1. Platz                  |        |        |            |             |         |        |
| 2. Platz                  |        |        |            |             |         |        |
| 3. Platz                  |        |        |            |             |         |        |
| Top 10                    |        |        |            |             | 1       | 1      |
| Punkteränge               |        |        |            |             | 3       | 3      |
| Starts                    | 2      | 2      |            |             | 3       | 7      |
| Stand: Saisonende 2024/25 |        |        |            |             |         |        |

### Europameisterschaften
Die Tabelle zeigt alle Platzierungen bei Europameisterschaften:
| Europameisterschaften | Europameisterschaften | Einzelwettbewerbe | Einzelwettbewerbe | Einzelwettbewerbe | Staffelwettbewerbe | Staffelwettbewerbe | Staffelwettbewerbe |
| Jahr                  | Ort                   | Einzel            | Sprint            | Verfolgung        | Männerstaffel      | Mixedstaffel       | S.-M.-Staffel      |
| --------------------- | --------------------- | ----------------- | ----------------- | ----------------- | ------------------ | ------------------ | ------------------ |
| 2024                  | Osrblie               | 81.               | 94.               | –                 | N/A                | –                  | 13.                |
| 2025                  | Martell               | –                 | 73.               | –                 | –                  | N/A                | N/A                |

### Jugend-/Juniorenweltmeisterschaften
Kehva nahm bis 2023 an den Jugend- und ab 2024 an den Juniorenwettkämpfen teil.
| Weltmeisterschaften | Weltmeisterschaften | Einzelwettbewerbe | Einzelwettbewerbe | Einzelwettbewerbe | Einzelwettbewerbe | Staffelwettbewerbe | Staffelwettbewerbe |
| Jahr                | Ort                 | Einzel            | Sprint            | Verfolgung        | Massenstart 60    | Herrenstaffel      | Mixedstaffel       |
| ------------------- | ------------------- | ----------------- | ----------------- | ----------------- | ----------------- | ------------------ | ------------------ |
| 2021                | Obertilliach        | 40.               | 64.               | –                 | nicht ausgetragen | –                  | nicht ausgetragen  |
| 2022                | Soldier Hollow      | 23.               | 45.               | 28.               | nicht ausgetragen | 4.                 | nicht ausgetragen  |
| 2023                | Schtschutschinsk    | 24.               | 6.                | 12.               | nicht ausgetragen | 6.                 | –                  |
| 2024                | Otepää              | 20.               | 46.               | nicht ausgetragen | 25.               | 14.                | –                  |
| 2025                | Östersund           | 49.               | 86.               | nicht ausgetragen | DNF               | 11.                | –                  |